# АСТВ
АСТВ — российский медиахолдинг, состоящий из ряда телекомпаний, радиостанций, а также печатных и интернет-СМИ в Сахалинской области Российской Федерации. Среди городов присутствия — Южно-Сахалинск, Корсаков, Холмск, Невельск, Поронайск, Оха и другие населённые пункты региона.

## История
История медиахолдинга началась в декабре 1994 года, когда телекомпания АСТВ («Альтернативное сахалинское телевидение») получила свидетельство о регистрации. В январе 1995 года началось эфирное вещание на 12-м метровом канале в Южно-Сахалинске. Сначала ретранслировались программы телеканала 2х2, затем — ТВ-6.
- В июне 1995 года в эфир вышла первая программа собственного производства — рубрика происшествий «Точка отсчёта».
- В ноябре 1997 года была запущена ежедневная информационная программа «Наш день».
- В декабре 1997 года начала выходить еженедельная газета «Телемир».
- Также в 1997 году медиахолдинг АСТВ начал вещание первой радиостанции — Nostalgie. Она находилась в сахалинском эфире до 2001 года.
- В ноябре 2000 года был зарегистрирован сайт ASTV.RU, который позднее стал самостоятельным информационным ресурсом в рамках медиагруппы.
- В 2001 году началось вещание «Радио 105.5»[1] на частоте 105.5 FM. Впоследствии станция была переименована в «Радио АСТВ».
- В этом же году на 35-м канале началось вещание телекомпании с одноимённым названием («35 канал»). Впоследствии СМИ было переименовано в «Эхо Сахалина». Основу вещания составила ретрансляция сетевого партнёра — РЕН ТВ. Впоследствии на «Эхе Сахалина» также начали выходить ежедневные выпуски новостей Сахалинской области.
- В 2002 году в эфир вышло «Авторадио — Сахалин». До 2018 года вещание шло на частоте 531 КГц[2], затем радиостанция перешла в FM-диапазон[3] (87.9).
- В 2010 году на частоте 89.9 FM запущен эфир радио «Добрые песни — Сахалин». Вещание продлилось несколько месяцев.
- В 2011 году открылось второе радио с полностью собственным программированием — Fresh FM, частота 88.9 FM. Эта станция просуществовала до 2013 года.
- С 2014 года на 102.9 FM началась трансляция программ «Юмор FM». В 2018 году вещание прекращено.
- В 2020 году завершилась основная фаза расширения вещания Радио АСТВ на все районы Сахалинской области, включая Курильские острова. Доступ к информационным и развлекательным программам получили почти 99 % населения региона[4].
- 28 декабря 2020 года был запущен круглосуточный информационный телеканал АСТВ. Он вещает в кабельных сетях Сахалина и Курил, а также на веб-сайте медиахолдинга и в мобильных приложениях на iOS и Android.

## Телеканалы, ретрансляции и издания

### В настоящее время

#### Телевидение
- АСТВ — 12-й метровый канал
- Эхо Сахалина — 35-й дециметровый канал
- АСТВ24 — 65-й канал (Солнце Телеком, ТТК), 22-й канал (СетьСайт), 751-й канал (Ростелеком), iOS, Android, веб-вещание

#### Радиовещание
- Радио АСТВ — 105.5 FM, а также онлайн-вещание
- Авторадио-Сахалин — 87.9 FM

#### Пресса
- Еженедельная газета «Телемир» — собственная газета медиахолдинга. Издаётся с 1997 года.

### Ранние партнёры

#### Телевещание
- 2х2
- ТВ-6
- ТНТ
- РЕН ТВ

#### Радиовещание
- Nostalgie
- Добрые песни
- Юмор FM

## Награды
Журналисты АСТВ неоднократно становились лауреатами национальной телевизионной премии «ТЭФИ-Регион».
- В 2010[5] и 2017[6] годах - дважды - статуэтку получили авторы проекта «Работа моей мечты» в номинации «Телевидение и жизнь: социальная акция».
- В 2011 году Дмитрий Синдяков стал лучшим в России[7] в номинации «Оператор телевизионной программы».
- В 2018 году Радио АСТВ победило на конкурсе «Вместе медиа» в номинациях «Ежедневный информационный выпуск», «Репортаж»[8], а также «Пост в социальных сетях и мессенджерах»[9]. В 2021 году победа вновь присуждена[10] в номинации «Ежедневный информационный выпуск».